# Adventskalender
|  | Sammenskrivningsforslag Artiklerne Julekalender, Adventskalender er foreslået sammenskrevet. (Siden marts 2023) Diskutér forslaget |

En adventskalender er en variant af gavekalenderen. Der er en gave for hver søndag i advent. Typisk er gaverne større end dem, der anvendes i gavekalendere.
I de senere år er flere producenter af julekalendere begyndt at kalde dem adventskalender, da julekalender på norsk og svensk er adventskalender, så producenterne kan nøjes at have et navn for kalenderne til salg i hele Skandinavien.
| Kristendom | Spire Denne artikel om kristendom er en spire som bør udbygges. Du er velkommen til at hjælpe Wikipedia ved at udvide den. |